# Corp cavernos al clitorisului
Corpii cavernoși ai clitorisului constituie formațiuni erectile ale aparatului genital feminin. Corpii cavernoși reprezintă unitatea structurală de bază a clitorisului. Din punct de vedere anatomic și funcțional, sunt omologi cu corpii respectivi ai penisului.

## Anatomie

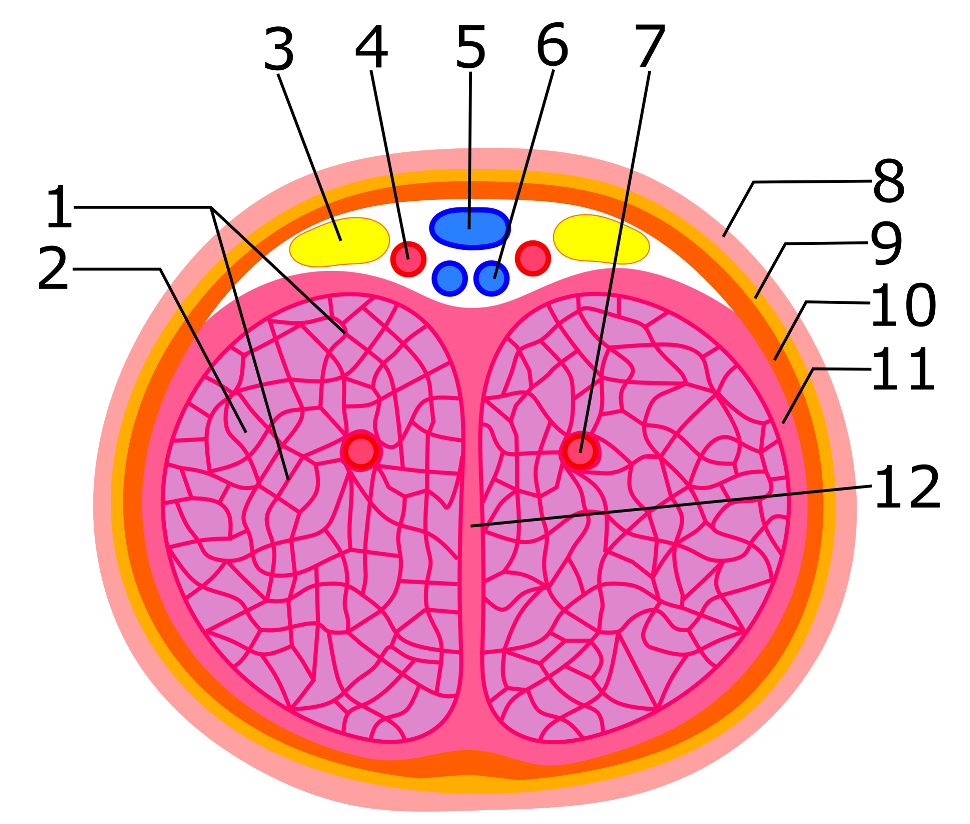
Secțiune transversală prin corpul clitorisului (segmentul prepuțial):
Corpii cavernoși:
1 - Trabecule;
2 - Cavernă (lacună);
Vase și nervi:
3 - Nervul dorsal al clitorisului;
4 - Artera superficială a clitorisului;
5 - Vena dorsală superficială;
6 - Vena dorsală profundă;
7 - Artera profundă a clitorisului;
Învelișuri:
8 - Piele;
9 - Țesut subcutanat;
10 - Fascia clitorisului;
11 - Tunica albuginea;
12 - Septul median al corpului clitorisului.

Corpii cavernoși sunt structuri perechi care compun cele trei regiuni ale clitorisului: rădăcina, corpul și glandul. La nivelul rădăcinii, fiecare corp cavernos, stâng și drept, se înseră pe fața internă a ramurii ischio-pubiene respective. Extremitatea inferioară a corpilor cavernoși este ascuțită, dar, înaintând de-a lungul ramurilor osoase, devin cilindrici. În continuare se unesc pe linia mediană, sub porțiunea inferioară a simfizei pubiene, formând corpul și glandul clitorisului.
Corpii cavernoși ai clitorisului sunt alcătuiți din țesut erectil, ca și corpii cavernoși ai penisului, reprezentat de caverne. Corpii sunt înfășurați la exterior într-o tunică albuginee densă. La nivelul corpului clitorisului, ei sunt separați printr-un sept incomplet, format de albuginee, și înconjurați într-o membrană fibro-elastică numită fascia clitoridiană (fascia clitoridis). Învelișurile corpilor sunt bogate în terminații nervoase.
Circulația sangvină este asigurată de artera profundă a clitorisului și artera dorsală a clitorisului, ramuri ale arterei pudendale internă, și rețeaua venoasă profundă.

## Fiziologie
În etapa inițială a excitației sexuale impulsurile parasimpatice lărgesc arterele țesutului erectil, probabil în rezultatul eliberării acetilcolinei, oxidului nitric la nivelul terminațiilor nervoase. Aceasta determină acumularea sângelui în corpii cavernoși și erecția clitorisului. În timpul excitației, dimensiunea corpilor sporește de 2 - 3 ori. Alături de bulbii vaginali, corpii cavernoși dilatați îngustează intrarea în vagin creând o regiunea tensionată în jurul penisului în momentul intromisiunii, intensificând sensibilitatea în timpul coitului.